# Mini (zoologia)
Mini Scherz, Hutter, Rakotoarison, Riemann, Rödel, Ndriantsoa, Glos, Roberts, Crottini, Vences, and Glaw, 2019 è un genere di rane della famiglia Microhylidae, endemico del Madagascar.

## Tassonomia
Comprende le seguenti specie:
- Mini ature Scherz, Hutter, Rakotoarison, Riemann, Rödel, Ndriantsoa, Glos, Roberts, Crottini, Vences, and Glaw, 2019
- Mini mum Scherz, Hutter, Rakotoarison, Riemann, Rödel, Ndriantsoa, Glos, Roberts, Crottini, Vences, and Glaw, 2019
- Mini scule Scherz, Hutter, Rakotoarison, Riemann, Rödel, Ndriantsoa, Glos, Roberts, Crottini, Vences, and Glaw, 2019